# Sicilianorytme
Sicilianorytme er en "vuggende rytme" i 6/8 eller 12/8-delstakt: punkteret ottendedel, efterfulgt af sekstendedel efterfulgt af ottendedel, se evt. node (musik). 
Siciliano er en folkedans fra Sicilien som senere er blevet brugt i stiliseret form som instrumental form og i operaarier.
| Musik | Spire Denne musikartikel er en spire som bør udbygges. Du er velkommen til at hjælpe Wikipedia ved at udvide den. |